# باغ پرندگان آستارا
باغ پرندگان آستارا به عنوان اولین باغ پرندگان شهرستان‌های ایران شناخته می‌شود که در سال ۱۳۸۶ در آستارا ساخته شد.
باغ پرندگان در ورودی جاده آستارا ـ رشت در زمینی به مساحت یک‌هزار و ۵۰ متر مربع احداث شده است که در آن بالغ بر ۳۰۰ پرنده از ۶۰ گونه مختلف وجود دارد. از جمله پرندگان این باغ می‌توان به طاووس ،قرقاول، طوطی، مرغ‌های تزیینی، سرسفید کاکلی، امپراتور، بلدرچین، کبک، بلبل، قناری، مینای سخنگو و مرغ عشق اشاره کرد.
همچنین از میان قرقاول‌های مونال، فایربک، ترکاپان، سیلور، طلایی، سیون‌هو، شاهی، پرتغالی، سبز، گردن حلقه‌ای و کالج، گونه فایربک و مونال بیش از همه مورد توجه گردشگران داخلی و خارجی قرار گرفته است. تمام قرقاول‌های مذکور زینتی، خارجی و کمیاب‌اند و برخی از آن‌ها مانند مونا و فایربک در گیلان و سطح کشور به‌ندرت یافت می‌شوند.
گفتنی است، در هر ماه به‌طور متوسط حدود ۵۰ گردشگر از روسیه، جمهوری آذربایجان، اوکراین و حتی عراق از باغ پرندگان آستارا بازدید کرده، اقدام به تهیه عکس و فیلم از گونه‌های کمیاب آن می‌کنند.

## منیع
- https://web.archive.org/web/20130921083555/http://www.e-astara.com/index.aspx?siteid=81&pageid=372
- http://www.shomalnews.com/view/54484/استقبال%20گردشگران%20خارجی%20از%20باغ%20پرندگان%20آستارا/%5Bپیوند+مرده%5D